# Telma Ívarsdóttir
Telma Ívarsdóttir (Neskaupstaður, 30 maart 1999) is een voetbalspeelster uit IJsland. Ze speelt als doelverdediger voor Rangers WFC in de Schotse Premier League.

## Clubcarrière
Ívarsdóttir begon met voetballen bij Fjarðabyggð/Leiknir aan de oostkust van IJsland. In 2016 maakte ze de overstap naar Breiðablik Kopavogur. Deze club verhuurd haar meermaals aan andere clubs. Haar eerst verhuurbeurt was aan UMF Grindavik, gevolgd door verhuurbeurten aan Haukar en Augnablik. In 2020 werd ze verhuurd aan H Hafnarfjörður. Na terugkeer van deze verhuurbeurt groeide ze uit tot eerste keepster van Breiðablik als opvolger van de gestopte Sonný Lára Þráinsdóttir. Met Breiðablik nam Ívarsdóttir deel aan de kwalificatiereeks voor de Champions League 2021/22 en wisten ze zich te plaatsen voor de groepsfase. In een wedstrijd tegen Zhytlobud-1 Kharkiv wisten Ívarsdóttir en haar ploegen het enige punt te pakken, de overige wedstrijden ging allemaal verloren. In het volgende Champions League seizoen was Rosenborg BK in de kwalificatieronde te sterk. Ívarsdóttir kon door een blessure opgelopen tijdens een training voorafgaande aan het EK 2022 niet deelnemen en werd in het doel vervangen door de Zweedse Eva Persson.
In 2025 maakte Ívarsdóttir de overstap naar het Schotse Rangers WFC. Ze tekende een tweejarig contract in Glasgow.

## Statistieken
| Seizoen | Club             | Land      | Competitie     | Wedstrijden | Doelpunten |
| ------- | ---------------- | --------- | -------------- | ----------- | ---------- |
| 2016    | Breiðablik       | IJsland   | Úrvalsdeild    | 0           | 0          |
| 2017    | Breiðablik       | IJsland   | Úrvalsdeild    | 0           | 0          |
| 2017    | UMF Grindavik    | IJsland   | Úrvalsdeild    | 2           | 0          |
| 2017    | Breiðablik       | IJsland   | Úrvalsdeild    | 0           | 0          |
| 2020    | FH Hafnarfjörður | IJsland   | Úrvalsdeild    | 13          | 0          |
| 2021    | Breiðablik       | IJsland   | Úrvalsdeild    | 17          | 0          |
| 2022    | Breiðablik       | IJsland   | Úrvalsdeild    | 10          | 0          |
| 2023    | Breiðablik       | IJsland   | Úrvalsdeild    | 23          | 0          |
| 2024    | Breiðablik       | IJsland   | Úrvalsdeild    | 20          | 0          |
| 2024/25 | Rangers WFC      | Schotland | Premier League | 0           | 0          |
| Totaal  | Totaal           | Totaal    | Totaal         | 85          | 0          |

Laatste update: 20 maart 2025

## Interlandcarrière
In april 2021 werd Ívarsdóttir voor het eerst geselecteerd voor het IJslandse nationale team. Tot een debuut kwam het nog niet. Op 20 februari 2022 mocht Ívarsdóttir alsnog haar debuut maken tijdens de SheBelieves Cup door in de basis te starten in een wedstrijd tegen Tsjechië. Door een 2-1 overwinning eindigde IJsland op de tweede plaats. Op 11 juni 2022 werd Ívarsdóttir opgenomen in de IJslandse selectie voor het EK 2022. Als speelsters met minste interlands maakte ze onderdeel uit van de IJslandse selectie, totdat ze tijdens een training op 14 juli 2022 een blessure opliep en het eindtoernooi moest missen. Ívarsdóttir werd vervangen in de selectie door Íris Dögg Gunnarsdóttir.